# Rooming-in

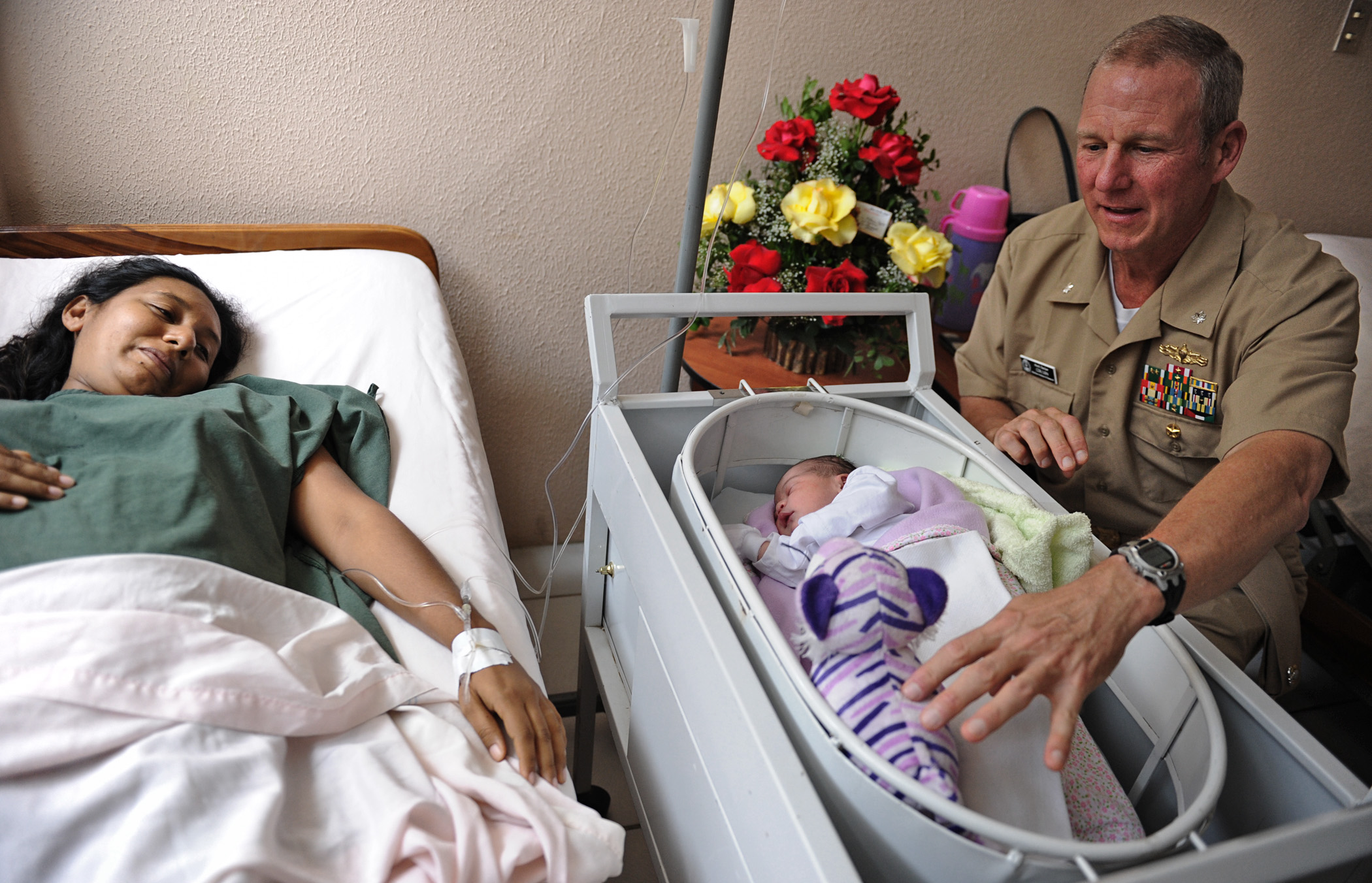
Zusätzliches Kinderbett im Krankenhaus

Grundsätzlich beschreibt das Rooming-in eine Praxis in Krankenhäusern und Pflegeheimen, bei der Begleitpersonen mit der zu behandelnden Person aufgenommen werden. Dies im gleichen Zimmer oder zumindest der unmittelbaren Nähe. Sie können hierdurch emotional und physisch unterstützen und auch Pflegeaufgaben übernehmen. Dabei werden sie vom ausgebildeten Personal unterstützt. Die Begleitperson muss nicht zwingend ein Elternteil oder ein anderes Familienmitglied sein.

## Varianten
- Bis Mitte der 1970er Jahre war es üblich, dass Neugeborene von ihren Müttern getrennt „gehalten“ wurden, doch langsam erkannte man, dass es zum Wohle beider ist, dass man sie zusammen ließ. Und so ging es ursprünglich zunächst beim Rooming-in primär um Eltern, denen ermöglicht wurde, im selben Zimmer mit ihrem kranken Kind aufgenommen zu werden und dadurch kontinuierlich bei ihm zu sein. Rooming-in erlaubt so den Müttern und Vätern (oder anderen Bezugspersonen), mit dem kranken Kind im Krankenhaus oder auf der Säuglingsstation zu leben und dort auch zu übernachten. Dabei ist es auch umgekehrt sinnvoll, dass also bspw. Säuglinge für einen besseren Heilungsverlauf nah bei ihren erkrankten Müttern schlafen. Mit Rooming-in wird  Ängsten, Deprivations-Erscheinungen und dem psychischen Hospitalismus vorgebeugt. Empfohlen wird das Rooming-in bis zum Alter von rund 9 Jahren.[1][2]

- Das Rooming-in gehört inzwischen auch nach der Entbindung zum Standard. Hierbei bezeichnet es die Tatsache, dass das Neugeborene die meiste Zeit bei der Mutter im Zimmer verbringt und dort schläft. Unterschieden wird ein teilweises und ein vollständiges Rooming-in. In ersterem Fall wird das Kind zeitweise auch vom Personal der Säuglingsstation versorgt. Beim vollständigen, oder auch 24-Stunden-Rooming-in, wird das Kind dagegen komplett durch die Begleitperson (in der Regel eben die Mutter) versorgt.[1] Mittlerweile bieten manche Krankenhäuser hierbei auch Familienzimmer an, in denen dann dauerhaft mehr als eine Begleitperson beim Neugeborenen sein kann.

- Des Weiteren kann das Rooming-in einer Begleitperson auch medizinisch begründet für Jugendliche oder Erwachsene erforderlich sein, beispielsweise bei Patienten mit geistiger oder körperlicher Behinderung oder im Falle einer lebensbedrohlichen Erkrankung des Patienten. Somit auch bei Demenzpatienten, die stationär im Krankenhaus oder in Hospizen behandelt werden.

## Situation in Deutschland

### Allgemein
Seit 1969, als am Gemeinschaftskrankenhaus Herdecke und im gleichen Jahr in München erstmals die gemeinsame Unterbringung und Aufnahme von Mutter und Kind in der Bundesrepublik Deutschland angeboten wurde, ist dies inzwischen zur täglich geübten Praxis geworden. Zuvor gab es bereits in den 1950er Jahren in Mainz und Würzburg das Angebot einer zeitweiligen Unterbringung des Neugeborenen im Zimmer der Wöchnerin. Doch schon in den 1920er Jahren hatte es im Deutschen Reich Frauenkliniken mit Rooming-in gegeben, was die nationalsozialistische Familienpolitik wieder rückgängig machte.
Auch auf Entbindungsstationen setzt sich Rooming-in immer mehr durch und wurde bereits 1984 in 80 Prozent aller Krankenhäuser in Deutschland angeboten. So wird dem Wunsch der Eltern besser entsprochen und zugleich die Bindung zwischen Eltern und Kind sowie das Stillen gefördert.

### Zahlung von Kosten der Begleitpersonen im Krankenhaus
Krankenhäuser in Deutschland sind nach der hier bestehenden Sozialgesetzgebung verpflichtet, die Vergütung von Kosten von Begleitpersonen im Krankenhaus in zwei Gruppen aufzuteilen:
- Die erste Gruppe sind die Begleitpersonen, für deren nahe Anwesenheit im Krankenhaus eine medizinische Notwendigkeit besteht. Hier handelt es sich um eine allgemeine Krankenhausleistung und entsprechend erfolgt dann die Vergütung für das Krankenhaus durch den Leistungsträger/Kostenträger über die Patientenrechung in Form eines dortigen Zuschlags.
- Als zweites gibt es die Gruppe der Begleitpersonen, für die dann derzeit keine medizinische Notwendigkeit besteht. Dann handelt es sich um eine Krankenhauswahlleistung, die der Begleitperson bzw. dem Patienten mit den jeweiligen diesbezüglichen Tagessätzen privat vom Krankenhaus in Rechnung gestellt werden muss.